# Funcional de Minkowski

Interpretación geométrica del funcional de Minkowski

En matemáticas, en el campo del análisis funcional, un funcional de Minkowski (en referencia al matemático alemán Hermann Minkowski) o función de calibre es una aplicación que establece una noción de distancia en un espacio lineal.
Si {\displaystyle K} es un subconjunto de un espacio vectorial real o complejo {\displaystyle X}, entonces el funcional de Minkowski o calibre de {\displaystyle K} se caracteriza como la función {\displaystyle p_{K}:X\to [0,\infty ]}, sobre la recta real extendida, definida por
{\displaystyle p_{K}(x):=\inf\{r\in \mathbb {R} :r>0{\text{ y }}x\in rK\}\quad {\text{ para todo }}x\in X},
donde el ínfimo del conjunto vacío se define como el infinito positivo {\displaystyle \,\infty \,}, (que no es un número real, por lo que {\displaystyle p_{K}(x)} no tendría entonces un valor real).
A menudo se supone (o se elige) que el conjunto {\displaystyle K} tenga algunas propiedades determinadas, como ser un disco absorbente en {\displaystyle X}, lo que garantiza que {\displaystyle p_{K}} será una seminorma de valor real en {\displaystyle X}.
De hecho, cada seminorma {\displaystyle p} en {\displaystyle X} es igual al funcional de Minkowski (es decir, {\displaystyle p=p_{K}}) de cualquier subconjunto {\displaystyle K} de {\displaystyle X} que satisfaga que {\displaystyle \{x\in X:p(x)<1\}\subseteq K\subseteq \{x\in X:p(x)\leq 1\}} (donde los tres conjuntos son necesariamente absorbentes en {\displaystyle X} y el primero y el último también son discos).
Así, cada seminorma (que es una función definida por propiedades puramente algebraicas) puede asociarse (de forma no única) con un disco absorbente (que es un conjunto con ciertas propiedades geométricas) y, a la inversa, cada disco absorbente puede asociarse con su funcional de Minkowski (que necesariamente será una seminorma).
Estas relaciones entre seminormas, funcionales de Minkowski y discos absorbentes son una de las principales razones por las que los funcionales de Minkowski se estudian y utilizan en el análisis funcional. En particular, a través de estas relaciones, los funcionales de Minkowski permiten traducir ciertas propiedades geométricas de un subconjunto de {\displaystyle X} y asociarlas con ciertas propiedades algebraicas de una función en {\displaystyle X}.
La función de Minkowski siempre es no negativa (es decir, {\displaystyle p_{K}\geq 0}). Esta propiedad de ser no negativa contrasta con otras clases de funciones, como la función sublineal y el funcional lineal real, que sí permiten valores negativos. Sin embargo, es posible que {\displaystyle p_{K}} no tenga un valor real, ya que para cualquier {\displaystyle x\in X}, dado, el valor {\displaystyle p_{K}(x)} es un número real si y solo si {\displaystyle \{r>0:x\in rK\}} no es vacío.
En consecuencia, generalmente se supone que {\displaystyle K} tiene propiedades (como ser absorbente en {\displaystyle X}, por ejemplo) que garantizarán que {\displaystyle p_{K}} tenga un valor real.

## Definición
Sea {\displaystyle K} un subconjunto de un espacio vectorial real o complejo {\displaystyle X}. Se define el calibre de {\displaystyle K} o el funcional de Minkowski asociado o inducido por {\displaystyle K} como la función {\displaystyle p_{K}:X\to [0,\infty ]}, valorada en los números reales extendidos, definida por
{\displaystyle p_{K}(x):=\inf\{r>0:x\in rK\}}
donde se debe recordar que el ínfimo del conjunto vacío es {\displaystyle \,\infty \,}, (es decir, {\displaystyle \inf \varnothing =\infty }). Aquí, {\displaystyle \{r>0:x\in rK\}} es la abreviatura de {\displaystyle \{r\in \mathbb {R} :r>0{\text{ y }}x\in rK\}}.
Para cualquier {\displaystyle x\in X}, {\displaystyle p_{K}(x)\neq \infty } si y solo si {\displaystyle \{r>0:x\in rK\}} no está vacío.
Las operaciones aritméticas en {\displaystyle \mathbb {R} } se pueden extender para operar en {\displaystyle \pm \infty }, donde {\displaystyle {\frac {r}{\pm \infty }}:=0} para todos los {\displaystyle -\infty <r<\infty } reales distintos de cero. Los productos {\displaystyle 0\cdot \infty } y {\displaystyle 0\cdot -\infty } permanecen sin definir.
Algunas condiciones que hacen que un calibre tenga valor real
En el campo del análisis de convexidad, que la aplicación {\displaystyle p_{K}} tome el valor de {\displaystyle \,\infty \,}, no es necesariamente un problema.
Sin embargo, en el análisis funcional {\displaystyle p_{K}} casi siempre tiene un valor real (es decir, nunca toma el valor de {\displaystyle \,\infty \,},), lo que ocurre si y solo si el conjunto {\displaystyle \{r>0:x\in rK\}} no está vacío para cada {\displaystyle x\in X}.
Para que {\displaystyle p_{K}} tenga valor real basta con que el origen de {\displaystyle X} pertenezca al interior algebraico o núcleo de {\displaystyle K} en {\displaystyle X}.
Si {\displaystyle K} es absorbente en {\displaystyle X}, debe recordarse que esto implica que {\displaystyle 0\in K}, entonces el origen pertenece al interior algebraico de {\displaystyle K} en {\displaystyle X} y, por lo tanto, {\displaystyle p_{K}} tiene un valor real.
A continuación se detallan las caracterizaciones de cuándo {\displaystyle p_{K}} tiene un valor real.

## Ejemplos motivadores
Ejemplo 1
Considérese un espacio vectorial normado {\displaystyle (X,\|\,\cdot \,\|)}, con la norma {\displaystyle \|\,\cdot \,\|} y sea {\displaystyle U:=\{x\in X:\|x\|\leq 1\}} la bola unitaria en {\displaystyle X}. Entonces, para cada {\displaystyle x\in X}, {\displaystyle \|x\|=p_{U}(x)}. Por lo tanto, el funcional de Minkowski {\displaystyle p_{U}} es solo la norma en {\displaystyle X}.
Ejemplo 2
Sea {\displaystyle X} un espacio vectorial sin topología con campo escalar subyacente {\displaystyle \mathbb {K} }.
Sea {\displaystyle f:X\to \mathbb {K} } cualquier funcional lineal en {\displaystyle X} (no necesariamente continuo).
Fijar {\displaystyle a>0}.
Sea {\displaystyle K} el conjunto
{\displaystyle K:=\{x\in X:|f(x)|\leq a\}}
y sea {\displaystyle p_{K}} el funcional de Minkowski de {\displaystyle K}.
Entonces
{\displaystyle p_{K}(x)={\frac {1}{a}}|f(x)|\quad {\text{ para todo }}x\in X}.
La función {\displaystyle p_{K}} tiene las siguientes propiedades:
1. Es subaditiva: {\displaystyle p_{K}(x+y)\leq p_{K}(x)+p_{K}(y)}
2. Es absolutamente homogénea: {\displaystyle p_{K}(sx)=|s|p_{K}(x)} para todos los escalares {\displaystyle s}
3. Es no negativa: {\displaystyle p_{K}\geq 0}

Por lo tanto, {\displaystyle p_{K}} es una seminorma sobre {\displaystyle X}, con una topología inducida.
Esto es característico de los funcionales de Minkowski definidos mediante conjuntos agradables.
Existe una correspondencia uno a uno entre las seminormas y el funcional de Minkowski dado por tales conjuntos.
Lo que se entiende precisamente por agradable se analiza en la siguiente sección.
Obsérvese que, a diferencia de un requisito más estricto para una norma, {\displaystyle p_{K}(x)=0} no tiene por qué implicar que {\displaystyle x=0}.
En el ejemplo anterior, se puede tomar un {\displaystyle x} distinto de cero del núcleo de {\displaystyle f}.
En consecuencia, la topología resultante no tiene por qué ser de Hausdorff.

## Las condiciones comunes que garantizan los calibres son seminormas
Para garantizar que {\displaystyle p_{K}(0)=0}, se asumirá en adelante que {\displaystyle 0\in K}.
Para que {\displaystyle p_{K}} sea una seminorma, basta con que {\displaystyle K} sea un disco (es decir, convexo y equilibrado) y absorbente en {\displaystyle X}, que son los supuestos más comunes que se le hacen a {\displaystyle K}.
| Teorema Si {\displaystyle K} es un disco absorbente en un espacio vectorial {\displaystyle X}, entonces el funcional de Minkowski de {\displaystyle K}, que es la aplicación {\displaystyle p_{K}:X\to [0,\infty )} definida por {\displaystyle p_{K}(x):=\inf\{r>0:x\in rK\}} es una seminorma en {\displaystyle X}. Además, {\displaystyle p_{K}(x)={\frac {1}{\sup\{r>0:rx\in K\}}}.} |

De manera más general, si {\displaystyle K} es convexo y el origen pertenece al interior algebraico de {\displaystyle K}, entonces {\displaystyle p_{K}} es un funcional sublineal no negativo en {\displaystyle X}, lo que implica en particular que es subaditivo y homogéneo positivo.
Si {\displaystyle K} es absorbente en {\displaystyle X}, entonces {\displaystyle p_{[0,1]K}} es homogéneo positivo, lo que significa que {\displaystyle p_{[0,1]K}(sx)=sp_{[0,1]K}(x)} para todos los {\displaystyle s\geq 0} reales donde {\displaystyle [0,1]K=\{tk:t\in [0,1],k\in K\}}.
Si {\displaystyle q} es una función de valor real no negativa en {\displaystyle X} que es homogénea positiva, entonces los conjuntos {\displaystyle U:=\{x\in X:q(x)<1\}} y {\displaystyle D:=\{x\in X:q(x)\leq 1\}} satisfacen que {\displaystyle [0,1]U=U} y {\displaystyle [0,1]D=D;}
Si además {\displaystyle q} es absolutamente homogéneo, entonces tanto {\displaystyle U} como {\displaystyle D} son conjuntos equilibrados. 

### Calibres de discos absorbentes
Podría decirse que los requisitos más comunes impuestos a un conjunto {\displaystyle K} para garantizar que {\displaystyle p_{K}} sea una seminorma son que {\displaystyle K} sea un disco absorbente en {\displaystyle X}.
Debido a lo comunes que son estas suposiciones, a continuación se van a investigar las propiedades de un {\displaystyle p_{K}} funcional de Minkowski cuando {\displaystyle K} es un disco absorbente. Dado que todos los resultados mencionados anteriormente hacen pocas (si es que hay alguna) suposición sobre {\displaystyle K}, se pueden aplicar en este caso especial.
| Teorema Supóngase que {\displaystyle K} es un subconjunto absorbente de {\displaystyle X}. Entonces, se demuestra que: 1. Si {\displaystyle K} es convexo, entonces {\displaystyle p_{K}} es subaditivo. 2. Si {\displaystyle K} es equilibrado, entonces {\displaystyle p_{K}} es absolutamente homogéneo; es decir, {\displaystyle p_{K}(sx)=\|s\|p_{K}(x)} para todos los escalares {\displaystyle s}. |

| Demostración |
| Demostración de que el calibre de un disco absorbente es una seminorma: Convexidad y subaditividad Un argumento geométrico simple que muestra que la convexidad de {\displaystyle K} implica subaditividad es el siguiente: Supóngase por el momento que {\displaystyle p_{K}(x)=p_{K}(y)=r}. Entonces, para todo {\displaystyle e>0}, {\displaystyle x,y\in K_{e}:=(r,e)K}. Dado que {\displaystyle K} es convexo y {\displaystyle r+e\neq 0}, entonces {\displaystyle K_{e}} también es convexo. Por lo tanto, {\displaystyle {\frac {1}{2}}x+{\frac {1}{2}}y\in K_{e}}. Por definición del funcional de Minkowski {\displaystyle p_{K}} {\displaystyle p_{K}\left({\frac {1}{2}}x+{\frac {1}{2}}y\right)\leq r+e={\frac {1}{2}}p_{K}(x)+{\frac {1}{2}}p_{K}(y)+e} Pero el lado izquierdo de la ecuación es {\displaystyle {\frac {1}{2}}p_{K}(x+y)}, por lo que {\displaystyle p_{K}(x+y)\leq p_{K}(x)+p_{K}(y)+2e}. Dado que {\displaystyle e>0} era arbitrario, se deduce que {\displaystyle p_{K}(x+y)\leq p_{K}(x)+p_{K}(y)}, es la desigualdad buscada. El caso general {\displaystyle p_{K}(x)>p_{K}(y)} se obtiene tras la modificación obvia. La convexidad de {\displaystyle K}, junto con el supuesto inicial de que el conjunto {\displaystyle \{r>0:x\in rK\}} no está vacío, implica que {\displaystyle K} es absorbente. Equilibrio y homogeneidad absoluta Observe que el hecho de que {\displaystyle K} esté equilibrado implica que {\displaystyle \lambda x\in rK\quad {\mbox{if and only if}}\quad x\in {\frac {r}{\|\lambda \|}}K.} Por lo tanto: {\displaystyle p_{K}(\lambda x)=\inf \left\{r>0:\lambda x\in rK\right\}=\inf \left\{r>0:x\in {\frac {r}{\|\lambda \|}}K\right\}=\inf \left\{\|\lambda \|{\frac {r}{\|\lambda \|}}>0:x\in {\frac {r}{\|\lambda \|}}K\right\}=\|\lambda \|p_{K}(x).} |

### Propiedades algebraicas
Sea {\displaystyle X} un espacio vectorial real o complejo y sea {\displaystyle K} un disco absorbente en {\displaystyle X}.
- {\displaystyle p_{K}} es una seminorma en {\displaystyle X}.
- {\displaystyle p_{K}} es una norma en {\displaystyle X} si y solo si {\displaystyle K} no contiene un subespacio vectorial no trivial.[4]
- {\displaystyle p_{sK}={\frac {1}{|s|}}p_{K}} para cualquier escalar {\displaystyle s\neq 0}.[4]
- Si {\displaystyle J} es un disco absorbente en {\displaystyle X} y {\displaystyle J\subseteq K} entonces {\displaystyle p_{K}\leq p_{J}}.
- Si {\displaystyle K} es un conjunto que satisface que {\displaystyle \{x\in X:p(x)<1\}\;\subseteq \;K\;\subseteq \;\{x\in X:p(x)\leq 1\}} entonces {\displaystyle K} es absorbente en {\displaystyle X} y {\displaystyle p=p_{K}}, donde {\displaystyle p_{K}} es el funcional de Minkowski asociado con {\displaystyle K}, es decir, es el calibre de {\displaystyle K}.[5]
  - En particular, si {\displaystyle K} es como el anterior y {\displaystyle q} es cualquier seminorma en {\displaystyle X}, entonces {\displaystyle q=p} si y solo si {\displaystyle \{x\in X:q(x)<1\}\;\subseteq \;K\;\subseteq \;\{x\in X:q(x)\leq 1\}}.[5]
- Si {\displaystyle x\in X} satisface que {\displaystyle p_{K}(x)<1} entonces {\displaystyle x\in K}.

### Propiedades topológicas
Supóngase que {\displaystyle X} es un espacio vectorial topológico (EVT) (real o complejo) (no necesariamente de Hausdorff o un espacio localmente convexo) y sea {\displaystyle K} un disco absorbente en {\displaystyle X}. Entonces
{\displaystyle \operatorname {Int} _{X}K\;\subseteq \;\{x\in X:p_{K}(x)<1\}\;\subseteq \;K\;\subseteq \;\{x\in X:p_{K}(x)\leq 1\}\;\subseteq \;\operatorname {Cl} _{X}K}
donde {\displaystyle \operatorname {Int} _{X}K} es el interior y {\displaystyle \operatorname {Cl} _{X}K} es la clausura topológica de {\displaystyle K} en {\displaystyle X}.
Es importante destacar que no se asumió que {\displaystyle p_{K}} era continuo ni que {\displaystyle K} tuviera propiedades topológicas.
Además, el funcional de Minkowski {\displaystyle p_{K}} es continuo si y solo si {\displaystyle K} es un entorno del origen en {\displaystyle X}.
Si {\displaystyle p_{K}} es continuo, entonces
{\displaystyle \operatorname {Int} _{X}K=\{x\in X:p_{K}(x)<1\}\quad {\text{ y }}\quad \operatorname {Cl} _{X}K=\{x\in X:p_{K}(x)\leq 1\}}.

## Requisitos mínimos en el conjunto
En esta sección se investiga el caso más general del calibre de cualquier subconjunto {\displaystyle K} de {\displaystyle X}.
El caso especial más común en el que se supone que {\displaystyle K} es un disco absorbente en {\displaystyle X} se analizó anteriormente.

### Propiedades
Todos los resultados de esta sección se pueden aplicar al caso en el que {\displaystyle K} sea un disco absorbente.
En todo momento, {\displaystyle K} es cualquier subconjunto de {\displaystyle X}.
| Sumario Supóngase que {\displaystyle K} es un subconjunto de un espacio vectorial real o complejo {\displaystyle X}. Entonces: 1. Función homogénea: {\displaystyle p_{K}(rx)=rp_{K}(x)} para todos los {\displaystyle x\in X} y todos los {\displaystyle r>0} positivos reales. - Homogeneidad positiva/no negativa: {\displaystyle p_{K}} es homogéneo no negativo si y solo si {\displaystyle p_{K}} tiene un valor real. - Una aplicación {\displaystyle p} se llama homogénea no negativa si {\displaystyle p(rx)=rp(x)} para todo {\displaystyle x\in X} y todo {\displaystyle r\geq 0} no negativo real. Dado que {\displaystyle 0\cdot \infty } no está definido, una aplicación que toma el infinito como valor no es homogénea no negativa. 2. Valor real: {\displaystyle (0,\infty )K} es el conjunto de todos los puntos en los que {\displaystyle p_{K}} tiene un valor real. Entonces {\displaystyle p_{K}} tiene valor real si y solo si {\displaystyle (0,\infty )K=X}, en cuyo caso {\displaystyle 0\in K}. - Valor en {\displaystyle 0}: {\displaystyle p_{K}(0)\neq \infty } si y solo si {\displaystyle 0\in K} si y solo si {\displaystyle p_{K}(0)=0}. - Núcleo: Si {\displaystyle x\in X} entonces {\displaystyle p_{K}(x)=0} si y solo si {\displaystyle (0,\infty )x\subseteq (0,1)K} si y solo si existe una secuencia divergente de números reales positivos {\displaystyle t_{1},t_{2},t_{3},\cdots \to \infty } tal que {\displaystyle t_{n}x\in K} para todo {\displaystyle n}. Además, el conjunto cero de {\displaystyle p_{K}} es {\displaystyle \ker p_{K}~{\stackrel {\scriptscriptstyle {\text{ def }}}{=}}~{yX:p_{K}(y)=0}=_{e}>0(0,e)K}. 3. Comparación con una constante: Si {\displaystyle 0\leq r\leq \infty } entonces para cualquier {\displaystyle x\in X}, {\displaystyle p_{K}(x)<r} si y solo si {\displaystyle x\in (0,r)K}. Este enunciado se puede reformular como: Si {\displaystyle 0\leq r\leq \infty } entonces {\displaystyle p_{K}^{-1}([0,r))=(0,r)K}. - Se deduce que si {\displaystyle 0\leq R<\infty } es real entonces {\displaystyle p_{K}^{-1}([0,R])={\textstyle \bigcap \limits _{e>0}}(0,R+e)K}, donde el conjunto del lado derecho denota {\displaystyle {\textstyle \bigcap \limits _{e>0}}[(0,R+e)K]} y no su subconjunto {\displaystyle \left[{\textstyle \bigcap \limits _{e>0}}(0,R+e)\right]K=(0,R]K}. Si {\displaystyle R>0} entonces estos conjuntos son iguales si y solo si {\displaystyle K} contiene a {\displaystyle \left\{y\in X:p_{K}(y)=1\right\}}. - En particular, si {\displaystyle x\in RK} o {\displaystyle x\in (0,R]K} entonces {\displaystyle p_{K}(x)\leq R}, pero, lo que es más importante, lo contrario no es necesariamente cierto. 4. Comparación de calibre: Para cualquier subconjunto {\displaystyle L\subseteq X}, {\displaystyle p_{K}\leq p_{L}} si y solo si {\displaystyle (0,1)L\subseteq (0,1)K}; y por lo tanto {\displaystyle p_{L}=p_{K}} si y solo si {\displaystyle (0,1)L=(0,1)K}. - La asignación {\displaystyle L\mapsto p_{L}} es de orden inverso en el sentido de que si {\displaystyle K\subseteq L} entonces {\displaystyle p_{L}\leq p_{K}}. - Debido a que el conjunto {\displaystyle L:=(0,1)K} satisface que {\displaystyle (0,1)L=(0,1)K}, se deduce que reemplazar {\displaystyle K} con {\displaystyle p_{K}^{-1}([0,1))=(0,1)K} no cambiará el funcional de Minkowski resultante. Lo mismo ocurre con {\displaystyle L:=(0,1]K} y con {\displaystyle L:=p_{K}^{-1}([0,1])}. - Si {\displaystyle D~{\stackrel {\scriptscriptstyle {\text{ def }}}{=}}~\left\{y\in X:p_{K}(y)=1{\text{ o }}p_{K}(y)=0\right\}} entonces {\displaystyle p_{D}=p_{K}} y {\displaystyle D} tienen la propiedad particularmente conveniente de que si {\displaystyle r>0} es real entonces {\displaystyle x\in rD} si y solo si {\displaystyle p_{D}(x)=r} o {\displaystyle p_{D}(x)=0}. Además, si {\displaystyle r>0} es real entonces {\displaystyle p_{D}(x)\leq r} si y solo si {\displaystyle x\in (0,r]D}. 5. Subaditividad/desigualdad triangular: {\displaystyle p_{K}} es subaditivo si y solo si {\displaystyle (0,1)K} es convexo. Si {\displaystyle K} es convexo, entonces también lo son {\displaystyle (0,1)K} y {\displaystyle (0,1]K} y, además, {\displaystyle p_{K}} es subaditivo. 6. Escalado del conjunto: Si {\displaystyle s\neq 0} es un escalar, entonces {\displaystyle p_{sK}(y)=p_{K}\left({\tfrac {1}{s}}y\right)} para todos los {\displaystyle y\in X}. Por lo tanto, si {\displaystyle 0<r<\infty } es real, entonces {\displaystyle p_{rK}(y)=p_{K}\left({\tfrac {1}{r}}y\right)={\tfrac {1}{r}}p_{K}(y)}. 7. Función homogénea: {\displaystyle p_{K}(ux)=p_{K}(x)} para todos los {\displaystyle x\in X} y todos los escalares de longitud unitaria {\displaystyle u} si y solo si {\displaystyle (0,1)uK\subseteq (0,1)K} para todos los escalares de longitud unitaria {\displaystyle u}, en cuyo caso {\displaystyle p_{K}(sx)=\|s\|p_{K}(x)} para todos los {\displaystyle x\in X} y todos los escalares no nulos {\displaystyle s\neq 0}. Si además {\displaystyle p_{K}} también es real-valorado, entonces esto es válido para todos los escalares {\displaystyle s} (es decir, {\displaystyle p_{K}} es absolutamente homogéneo). - {\displaystyle (0,1)uK\subseteq (0,1)K} para todas las longitudes unitarias {\displaystyle u} si y solo si {\displaystyle (0,1)uK=(0,1)K} para todas las longitudes unitarias {\displaystyle u}. - {\displaystyle sK\subseteq K} para todos los escalares unitarios {\displaystyle s} si y solo si {\displaystyle sK=K} para todos los escalares unitarios {\displaystyle s;} si este es el caso, entonces {\displaystyle (0,1)K=(0,1)sK} para todos los escalares unitarios {\displaystyle s}. - {\displaystyle p_{K}} es simétrico (es decir, {\displaystyle p_{K}(-y)=p_{K}(y)} para todos los {\displaystyle y\in X}) si y solo si {\displaystyle p_{K}=p_{-K}}, lo que ocurre si y solo si {\displaystyle (0,1)K=-(0,1)K}. - El funcional de Minkowski de cualquier conjunto equilibrado es una función equilibrada. </l i> 8. Absorbente: Si {\displaystyle K} es convexo, o está equilibrado y si {\displaystyle (0,\infty )K=X} entonces {\displaystyle K} es absorbente en {\displaystyle X}. - Si un conjunto {\displaystyle A} es absorbente en {\displaystyle X} y {\displaystyle A\subseteq K}, entonces {\displaystyle K} es absorbiente en {\displaystyle X}. - Si {\displaystyle K} es convexo y {\displaystyle 0\in K} entonces {\displaystyle [0,1]K=K}, en cuyo caso {\displaystyle (0,1)K\subseteq K}. 9. Restricción a un subespacio vectorial: Si {\displaystyle S} es un subespacio vectorial de {\displaystyle X} y si {\displaystyle p_{K\cap S}:S\to [0,\infty ]} denota el funcional de Minkowski de {\displaystyle K\cap S} en {\displaystyle S}, entonces {\displaystyle p_{K}{\big \vert }_{S}=p_{K\cap S}}, donde {\displaystyle p_{K}{\big \vert }_{S}} denota la restricción de {\displaystyle p_{K}} a {\displaystyle S}. |

| Demostración |
| Las demostraciones de estas propiedades básicas son ejercicios sencillos, por lo que solo se dan las pruebas de las afirmaciones más importantes. La prueba de que un subconjunto convexo {\displaystyle A\subseteq X} que satisface {\displaystyle (0,\infty )A=X} es necesariamente absorbente en {\displaystyle X} es sencilla y se puede encontrar en el artículo sobre conjuntos absorbentes. Para cualquier {\displaystyle t>0} real {\displaystyle \{r>0:tx\in rK\}=\{t(r/t):x\in (r/t)K\}=t\{s>0:x\in sK\}} de modo que tomando el mínimo de ambos lados se comprueba que {\displaystyle p_{K}(tx)=\inf\{r>0:tx\in rK\}=t\inf\{s>0:x\in sK\}=tp_{K}(x)}. Esto demuestra que los funcionales de Minkowski son estrictamente homogéneos positivos. Para que {\displaystyle 0\cdot p_{K}(x)} esté bien definido, es necesario y suficiente que {\displaystyle p_{K}(x)\neq \infty }, por lo tanto, {\displaystyle p_{K}(tx)=tp_{K}(x)} para todo {\displaystyle x\in X} y todo valor real no negativo {\displaystyle t\geq 0} si y solo si {\displaystyle p_{K}} tiene un valor real. La hipótesis del enunciado (7) permite concluir que {\displaystyle p_{K}(sx)=p_{K}(x)} para todo {\displaystyle x\in X} y todos los escalares {\displaystyle s} que satisfacen {\displaystyle \|s\|=1}. Todo escalar {\displaystyle s} tiene la forma {\displaystyle re^{it}} para algún {\displaystyle t} real donde {\displaystyle r:=\|s\|\geq 0} y {\displaystyle e^{it}} son reales si y solo si {\displaystyle s} es real. Los resultados de la afirmación sobre la homogeneidad absoluta se derivan inmediatamente de la conclusión antes mencionada, de la estricta homogeneidad positiva de {\displaystyle p_{K}}, y de la homogeneidad positiva de {\displaystyle p_{K}} cuando {\displaystyle p_{K}} tiene un valor real. {\displaystyle \blacksquare } |

### Ejemplos
1. Si {\displaystyle {\mathcal {L}}} es una colección no vacía de subconjuntos de {\displaystyle X}, entonces {\displaystyle p_{\cup {\mathcal {L}}}(x)=\inf \left\{p_{L}(x):L\in {\mathcal {L}}\right\}} para todos los {\displaystyle x\in X}, donde {\displaystyle \cup {\mathcal {L}}~{\stackrel {\scriptscriptstyle {\text{ def }}}{=}}~{\textstyle \bigcup \limits _{L\in {\mathcal {L}}}}L}.
  - Por lo tanto, {\displaystyle p_{K\cup L}(x)=\min \left\{p_{K}(x),p_{L}(x)\right\}} para todos los {\displaystyle x\in X}.
2. Si {\displaystyle {\mathcal {L}}} es una colección no vacía de subconjuntos de {\displaystyle X} y {\displaystyle I\subseteq X} satisface

{\displaystyle \left\{x\in X:p_{L}(x)<1{\text{ para todo }}L\in {\mathcal {L}}\right\}\quad \subseteq \quad I\quad \subseteq \quad \left\{x\in X:p_{L}(x)\leq 1{\text{ para todo }}L\in {\mathcal {L}}\right\}}
entonces {\displaystyle p_{I}(x)=\sup \left\{p_{L}(x):L\in {\mathcal {L}}\right\}} para todos los {\displaystyle x\in X}.

Los siguientes ejemplos muestran que la inclusión {\displaystyle (0,R]K\;\subseteq \;{\textstyle \bigcap \limits _{e>0}}(0,R+e)K} podría ser adecuada.
Ejemplo: Si {\displaystyle R=0} y {\displaystyle K=X} entonces {\displaystyle (0,R]K=(0,0]X=\varnothing X=\varnothing } pero {\displaystyle {\textstyle \bigcap \limits _{e>0}}(0,e)K={\textstyle \bigcap \limits _{e>0}}X=X}, lo que demuestra que es posible que {\displaystyle (0,R]K} sea un subconjunto propio de {\displaystyle {\textstyle \bigcap \limits _{e>0}}(0,R+e)K} cuando {\displaystyle R=0}. {\displaystyle \blacksquare }
El siguiente ejemplo muestra que la inclusión puede ser propia cuando {\displaystyle R=1}. El ejemplo se puede generalizar a cualquier {\displaystyle R>0} real.
Suponiendo que {\displaystyle [0,1]K\subseteq K}, el siguiente ejemplo es representativo de cómo sucede que {\displaystyle x\in X} satisface {\displaystyle p_{K}(x)=1} pero {\displaystyle x\not \in (0,1]K}.
Ejemplo: Sea {\displaystyle x\in X} distinto de cero y {\displaystyle K=[0,1)x} para que {\displaystyle [0,1]K=K} y {\displaystyle x\not \in K}.
De {\displaystyle x\not \in (0,1)K=K} se deduce que {\displaystyle p_{K}(x)\geq 1}.
Que {\displaystyle p_{K}(x)\leq 1} se deduce de observar que para cada {\displaystyle e>0}, {\displaystyle (0,1+e)K=[0,1+e)([0,1)x)=[0,1+e)x}, que contiene a {\displaystyle x}.
Así, {\displaystyle p_{K}(x)=1} y {\displaystyle x\in {\textstyle \bigcap \limits _{e>0}}(0,1+e)K}.
Sin embargo, {\displaystyle (0,1]K=(0,1]([0,1)x)=[0,1)x=K} para que {\displaystyle x\not \in (0,1]K}, sea lo deseado.
{\displaystyle \blacksquare }

### La homogeneidad positiva caracteriza a los funcionales de Minkowski
El siguiente teorema muestra que los funcionales de Minkowski son exactamente aquellas funciones {\displaystyle f:X\to [0,\infty ]} que tienen cierta propiedad puramente algebraica que se encuentra comúnmente.
| Teorema Sea {\displaystyle f:X\to [0,\infty ]} cualquier función. Las siguientes declaraciones son equivalentes: 1. Función homogénea: {\displaystyle \;f(tx)=tf(x)} para todos los {\displaystyle x\in X} y todos los {\displaystyle t>0} reales positivos. - Esta afirmación equivale a: {\displaystyle f(tx)\leq tf(x)} para todo {\displaystyle x\in X} y todo {\displaystyle t>0} real positivo. 2. {\displaystyle f} es un funcional de Minkowski: Esto significa que existe un subconjunto {\displaystyle S\subseteq X} tal que {\displaystyle f=p_{S}}. 3. {\displaystyle f=p_{K}} donde {\displaystyle K:=\{x\in X:f(x)\leq 1\}}. 4. {\displaystyle f=p_{V}\,}, donde {\displaystyle V\,:=\{x\in X:f(x)<1\}}. Además, si {\displaystyle f} nunca toma el valor {\displaystyle \,\infty \,} (de modo que el producto {\displaystyle 0\cdot f(x)} siempre está bien definido), entonces esta lista puede ampliarse para incluir: 1. Función homogénea/Positiva: {\displaystyle f(tx)=tf(x)} para todo {\displaystyle x\in X} y todo {\displaystyle t\geq 0} real no negativo. |

| Demostración |
| Si {\displaystyle f(tx)\leq tf(x)} es válido para todos los {\displaystyle x\in X} y {\displaystyle t>0} real, entonces {\displaystyle tf(x)=tf\left({\tfrac {1}{t}}(tx)\right)\leq t{\tfrac {1}{t}}f(tx)=f(tx)\leq tf(x)} de modo que {\displaystyle tf(x)=f(tx)}. Sólo (1) implica que (3) será demostrado porque después, el resto del teorema se sigue inmediatamente de las propiedades básicas de los funcionales de Minkowski descritas anteriormente, propiedades que en adelante se utilizarán sin comentarios. Entonces, supóngase que {\displaystyle f:X\to [0,\infty ]} es una función tal que {\displaystyle f(tx)=tf(x)} para todo {\displaystyle x\in X} y todo {\displaystyle t>0} real, y sea {\displaystyle K:=\{y\in X:f(y)\leq 1\}}. Para todos los {\displaystyle t>0}, {\displaystyle f(0)=f(t0)=tf(0)} reales, tomando {\displaystyle t=2} por ejemplo, se deduce que {\displaystyle f(0)=0} o que {\displaystyle f(0)=\infty }. Sea {\displaystyle x\in X}. Entonces, queda por demostrar que {\displaystyle f(x)=p_{K}(x)}. A continuación se demuestra que si {\displaystyle f(x)=0} o {\displaystyle f(x)=\infty } entonces {\displaystyle f(x)=p_{K}(x)}, de modo que en particular se sigue que {\displaystyle f(0)=p_{K}(0)}. Entonces, supóngase que {\displaystyle f(x)=0} o {\displaystyle f(x)=\infty ;} en cualquier caso {\displaystyle f(tx)=tf(x)=f(x)} para todos los {\displaystyle t>0} reales. Ahora bien, si {\displaystyle f(x)=0}, entonces esto implica que ese {\displaystyle tx\in K} es para todo {\displaystyle t>0} real (desde {\displaystyle f(tx)=0\leq 1}), lo que implica que {\displaystyle p_{K}(x)=0}, tal como se quería comprobar. De manera similar, si {\displaystyle f(x)=\infty } entonces {\displaystyle tx\not \in K} para todos los {\displaystyle t>0} reales, lo que implica que {\displaystyle p_{K}(x)=\infty }. Por lo tanto, en adelante se supondrá que {\displaystyle R:=f(x)} es un número real positivo y que {\displaystyle x\neq 0} (sin embargo, es importante destacar que aún no se ha descartado la posibilidad de que {\displaystyle p_{K}(x)} sea {\displaystyle 0} o {\displaystyle \,\infty \,}). Recuérdese que al igual que {\displaystyle f}, la función {\displaystyle p_{K}} satisface que {\displaystyle p_{K}(tx)=tp_{K}(x)} para todos los {\displaystyle t>0} reales. Puesto que {\displaystyle 0<{\tfrac {1}{R}}<\infty }, {\displaystyle p_{K}(x)=R=f(x)} si y solo si {\displaystyle p_{K}\left({\tfrac {1}{R}}x\right)=1=f\left({\tfrac {1}{R}}x\right)} se asume sin pérdida de generalidad que {\displaystyle R=1} y queda por demostrar que {\displaystyle p_{K}\left({\tfrac {1}{R}}x\right)=1}. Dado que {\displaystyle f(x)=1}, {\displaystyle x\in K\subseteq (0,1]K}, esto implica que {\displaystyle p_{K}(x)\leq 1} (en particular, {\displaystyle p_{K}(x)\neq \infty } está garantizado). Queda por demostrar que {\displaystyle p_{K}(x)\geq 1}, que debe recordarse que ocurre si y solo si {\displaystyle x\not \in (0,1)K}. Así que supóngase, para obtener una contradicción, que {\displaystyle x\in (0,1)K} y sean {\displaystyle 0<r<1} y {\displaystyle k\in K} tales que {\displaystyle x=rk}, donde debe tenerse en cuenta que {\displaystyle k\in K} implica que {\displaystyle f(k)\leq 1}. Entonces {\displaystyle 1=f(x)=f(rk)=rf(k)\leq r<1}. {\displaystyle \blacksquare } |

Este teorema se puede ampliar para caracterizar ciertas clases de aplicaciones con valores {\displaystyle [-\infty ,\infty ]} (por ejemplo, la función sublineal con valores reales) en términos de funcionales de Minkowski. Por ejemplo, se puede utilizar para describir cómo cada función homogénea real {\displaystyle f:X\to \mathbb {R} } (como los funcionales lineales) se puede escribir en términos de un funcional de Minkowski único que tiene una determinada propiedad.

### Caracterización de los funcionales de Minkowski en los conjuntos con forma de estrella
| Proposición Sea {\displaystyle f:X\to [0,\infty ]} cualquier función y {\displaystyle K\subseteq X} cualquier subconjunto. Las siguientes declaraciones son equivalentes: 1. {\displaystyle f} es (estrictamente) homogéneo positivo, {\displaystyle f(0)=0}, y {\displaystyle \{x\in X:f(x)<1\}\;\subseteq \;K\;\subseteq \;\{x\in X:f(x)\leq 1\}}. 2. {\displaystyle f} es el funcional de Minkowski de {\displaystyle K} (es decir, {\displaystyle f=p_{K}}), {\displaystyle K} contiene el origen y {\displaystyle K} tiene forma de estrella respecto al origen. - El conjunto {\displaystyle K} tiene forma de estrella respecto al origen si y solo si {\displaystyle tk\in K} siempre que {\displaystyle k\in K} y {\displaystyle 0\leq t\leq 1}. Un conjunto que tiene forma de estrella respecto al origen a veces se denomina conjunto en estrella. |

### Caracterización de los funcionales de Minkowski que son seminormas
En el siguiente teorema, que se sigue inmediatamente de las afirmaciones anteriores, se supone que {\displaystyle K} no es absorbente en {\displaystyle X} y, en cambio, se deduce que {\displaystyle (0,1)K} es absorbente cuando {\displaystyle p_{K}} es una seminorma. Tampoco se supone que {\displaystyle K} sea equilibrado (que es una propiedad que a menudo se requiere que tenga {\displaystyle K}). En su lugar, está la condición más débil de que {\displaystyle (0,1)sK\subseteq (0,1)K} para todos los escalares {\displaystyle s} que satisfacen que {\displaystyle |s|=1}.
El requisito común de que {\displaystyle K} sea convexo también se reduce a exigir únicamente que {\displaystyle (0,1)K} sea convexo.
| Teorema Sea {\displaystyle K} un subconjunto de un espacio vectorial real o complejo {\displaystyle X}. Entonces, {\displaystyle p_{K}} es una seminorma en {\displaystyle X} si y solo si se cumplen todas las condiciones siguientes: 1. {\displaystyle (0,\infty )K=X} (o equivalentemente, {\displaystyle p_{K}} tiene valor real). 2. {\displaystyle (0,1)K} es convexo (o equivalentemente, {\displaystyle p_{K}} es subaditivo). - Es suficiente (pero no necesario) que {\displaystyle K} sea convexo. 3. {\displaystyle (0,1)uK\subseteq (0,1)K} para todos los escalares unitarios {\displaystyle u}. - Esta condición se cumple si {\displaystyle K} es equilibrado o más generalmente si {\displaystyle uK\subseteq K} para todos los escalares unitarios {\displaystyle u}. en cuyo caso {\displaystyle 0\in K} y tanto {\displaystyle (0,1)K=\{x\in X:p(x)<1\}} como {\displaystyle \bigcap _{e>0}(0,1+e)K=\left\{x\in X:p_{K}(x)\leq 1\right\}} serán subconjuntos convexos, equilibrados y absorbentes de {\displaystyle X}. Por el contrario, si {\displaystyle f} es una seminorma en {\displaystyle X}, entonces el conjunto {\displaystyle V:=\{x\in X:f(x)<1\}} satisface las tres condiciones anteriores (y por lo tanto también las conclusiones) y también {\displaystyle f=p_{V};}. Además, {\displaystyle V} es necesariamente convexo, equilibrado, absorbente y satisface que {\displaystyle (0,1)V=V=[0,1]V}. |

| Corolario Si {\displaystyle K} es un subconjunto convexo, equilibrado y absorbente de un espacio vectorial real o complejo {\displaystyle X}, entonces {\displaystyle p_{K}} es una seminorma en {\displaystyle X}. |

### Funciones sublineales positivas y funcionales de Minkowski
Se puede demostrar que una función subaditiva {\displaystyle f:X\to \mathbb {R} } con valor real en un espacio vectorial topológico {\displaystyle X} arbitrario es continua en el origen si y solo si es uniformemente continua, donde si además {\displaystyle f} es no negativa, entonces {\displaystyle f} es continua si y solo si {\displaystyle V:=\{x\in X:f(x)<1\}} es un entorno abierto en {\displaystyle X}.
Si {\displaystyle f:X\to \mathbb {R} } es subaditivo y satisface que {\displaystyle f(0)=0}, entonces {\displaystyle f} es continuo si y solo si su valor absoluto {\displaystyle |f|:X\to [0,\infty )} es continuo.
Una función sublineal no negativa es una función homogénea no negativo {\displaystyle f:X\to [0,\infty )} que satisface la desigualdad triangular.
De los resultados siguientes se deduce inmediatamente que para dicha función {\displaystyle f}, si {\displaystyle V:=\{x\in X:f(x)<1\}} entonces {\displaystyle f=p_{V}}.
Dado que {\displaystyle K\subseteq X}, la función de Minkowski {\displaystyle p_{K}} es una función sublineal si y solo si es de valor real y subaditiva, lo que sucede si y solo si {\displaystyle (0,\infty )K=X} y {\displaystyle (0,1)K} son convexos.
Correspondencia entre conjuntos convexos abiertos y funciones sublineales continuas positivas
| Teorema Supóngase que {\displaystyle X} es un espacio vectorial topológico (no necesariamente localmente convexo o de Hausdorff) sobre los números reales o complejos. Entonces, los subconjuntos convexos abiertos no vacíos de {\displaystyle X} son exactamente aquellos conjuntos que tienen la forma {\displaystyle z+\{x\in X:p(x)<1\}=\{x\in X:p(x-z)<1\}} para algún {\displaystyle z\in X} y alguna función sublineal positiva continua {\displaystyle p} en {\displaystyle X}. |

| Demostración |
| Sea {\displaystyle V\neq \varnothing } un subconjunto convexo abierto de {\displaystyle X}. Si {\displaystyle 0\in V}, entonces sea {\displaystyle z:=0} y, en caso contrario, considérese que {\displaystyle z\in V} sea arbitrario. Sea {\displaystyle p=p_{K}:X\to [0,\infty )} el funcional de Minkowski de {\displaystyle K:=V-z}, donde este entorno abierto convexo del origen satisface que {\displaystyle (0,1)K=K}. Entonces, {\displaystyle p} es una función sublineal continua en {\displaystyle X}, ya que {\displaystyle V-z} es convexo, absorbente y abierto (aunque {\displaystyle p} no es necesariamente una seminorma, ya que no es necesariamente absolutamente homogénea). De las propiedades de los funcionales de Minkowski, se tiene que {\displaystyle p_{K}^{-1}([0,1))=(0,1)K}, de lo cual se deduce que {\displaystyle V-z=\{x\in X:p(x)<1\}} y así {\displaystyle V=z+\{x\in X:p(x)<1\}}. Dado que {\displaystyle z+\{x\in X:p(x)<1\}=\{x\in X:p(x-z)<1\}}, esto completa la demostración. {\displaystyle \blacksquare } |

## Lecturas relacionadas
- F. Simeski, A.M.P. Boelens and M. Ihme. Modeling Adsorption in Silica Pores via Minkowski Functionals and Molecular Electrostatic Moments. Energies 13 (22) 5976 (2020). https://doi.org/10.3390/en13225976

- Datos: Q649472